# XY 문제
XY 문제는 기술 지원, 소프트웨어 공학, 고객 서비스 상황에서 사용자가 시도했던 방안(Y)에 대한 질문이 실제 근본적인 문제(X)와 관계가 없을 때 발생하는 대화 문제이다.
XY 문제는 실제로 존재하는 문제를 가리고 의사 소통 불통, 비효율적인 자원 관리, 올바르지 못한 해결책과 같은 이차적인 문제를 유발할 수도 있다. 이러한 상황에서 고객 서비스 측에서는 추가적인 질문을 통해서 사용자의 실제 근본적인 문제 X를 파악하고 불필요한 해결책을 시도하지 않도록 대응하는 방안이 있다.

## 정의
XY 문제라는 용어는 에릭 레이먼드의 책 "How To Ask Questions The Smart Way"의 "Questions Not To Ask(묻지 말아야 할 질문)" 장에 있는 "How can I use X to do Y?(어떻게 X를 사용해서 Y를 할 수 있나요?)" 부분에서 등장했다. 책에 언급된 부분에서는 X와 Y가 바뀌어 있다.
질문: 어떻게 X를 사용해서 Y를 할 수 있나요?
답변: 원하는 것이 Y라면 부적절할 수도 있는 방법의 사용을 가정하지 않고 Y를 바로 질문해야 합니다. 이러한 형태의 질문은 질문자가 X에 대해서 아는 것이 없을 뿐만 아니라 현재 상황에 너무 집착하여 해결하고자 하는 문제 Y를 혼동하고 있음을 나타냅니다.

용어의 사용과는 별개로 문제 자체의 개념은 이전부터 알려져 있었다. 운용과학을 연구한 Gene Woolsey가 1980년에 집필한 저서 "Applied Management Science: A Quick and Dirty Approach"에서는 XY 문제의 예시를 다음과 같이 설명했다. 경영진에서 엘리베이터 앞에서 기다리는 줄이 너무 길다는 건의를 받았을 때, 최초로 시도한 방법은 엘리베이터 작동 방식을 변경하여 대기 시간을 최소화하려는 것이었다. 그러나 실질적인 문제는 "사람들이 불평한다는 것"임을 파악했고, 로비에 대형 거울을 설치하여 사람들이 할 일을 만든 이후에는 건의가 크게 줄어들었다.

## 예제
질문자가 원했던 해결책을 직접적으로 질문하지 않았을 때 XY 문제에 봉착할 수 있다. 소프트웨어 공학에서 제기되는 XY 문제의 예시는 다음과 같다.
- 파일 확장자를 가져오는 방법(X) 대신 파일 이름의 마지막 세 글자를 가져오는 방법(Y)에 대한 질문. 파일의 확장자는 항상 세 글자라는 보장이 없다.[2]
- 신뢰할 수 없는 원격 시스템에서 사용 중인 운영 체제를 감지하지 못하게 하는 방법(X) 대신 Nmap의 출력을 변경하는 방법(Y)에 대한 질문[7]
- 자바스크립트 데이터 구조를 해석하는 방법(X) 대신 두 구분 문자 사이에 있는 문자열을 가져오는 방법(Y)에 대한 질문[1]
- XML을 해석하는 방법(X) 대신 XML에서 값을 추출하는 정규 표현식을 작성하는 방법(Y)

## 같이 보기
- 아인슈텔룽 효과
- Garbage in, garbage out